# Theo Forsett
Theoplas „Theo“ James Forsett ist ein US-amerikanischer Schauspieler.

## Leben
Forsett begann Anfang der 1980er Jahre als Episodendarsteller in verschiedenen US-amerikanischen Fernsehserien seine Laufbahn als Schauspieler. Sein Filmschauspieldebüt gab er 1987 im Fernsehfilm The Mighty Pawns. Zu Beginn der 1990er Jahre war er weiterhin überwiegend als Darsteller in einzelnen Fernsehserien zu sehen. 1993 spielte er in Geballte Fäuste die Rolle des Runner. 1994 folgte die Rolle des Jay im Fernsehfilm M.A.N.T.I.S. unter anderen an der Seite von Carl Lumbly. Im selben Jahr übernahm er die Rolle des queeren Byron in der Horrorkomödie Teenage T-Rex: Der Menschen-Dinosaurier. Anschließend zog er sich vom Fernseh- und Filmschauspiel zurück. Erst 2019 war er in einer Episode der Fernsehserie The Rookie erneut als Fernsehschauspieler zu sehen.

## Filmografie (Auswahl)
- 1982: T. J. Hooker (T.J. Hooker, Fernsehserie, Episode 1x04)
- 1983: CHiPs (Fernsehserie, 2 Episoden)
- 1985: Street Hawk (Fernsehserie, Episode 1x05)
- 1985: Cagney & Lacey (Fernsehserie, Episode 4x16)
- 1985: Polizeirevier Hill Street (Hill Street Blues, Fernsehserie, Episode 6x02)
- 1985: What’s Happening Now! (Fernsehserie, Episode 1x09)
- 1986: The Redd Foxx Show (Fernsehserie, Episode 1x02)
- 1987: The Mighty Pawns (Fernsehfilm)
- 1987: Ohara (Fernsehserie, Episode 2x04)
- 1989: College Fieber (Hill Street Blues, Fernsehserie, Episode 2x10)
- 1989: Der Hogan-Clan (The Hogan Family, Fernsehserie, Episode 4x10)
- 1990: The New Adam-12 (Fernsehserie, Episode 1x11)
- 1992: Doogie Howser, M.D. (Fernsehserie, Episode 3x13)
- 1992: Die Staatsanwältin und der Cop (Reasonable Doubts, Fernsehserie, Episode 2x08)
- 1993: Geballte Fäuste (Street Knight)
- 1994: M.A.N.T.I.S. (Fernsehfilm)
- 1994: Teenage T-Rex: Der Menschen-Dinosaurier (Tammy and the T-Rex)
- 2019: The Rookie (Fernsehserie, Episode 1x18)